# Serrat y Sabina, el símbolo y el cuate
Serrat y Sabina, el símbolo y el cuate és una pel·lícula documental musical espanyola del 2013 escrita i dirigida per Francesc Relea sobre la gira per Hispanoamèrica dels cantants Joan Manuel Serrat (el símbol) i Joaquín Sabina (el cuate). Junt amb la pel·lícula fou estrenat un Compact Disc amb 17 cançons de la gira que componen la seva banda sonora. Fou editat en castellà amb subtitulació en anglès.

## Sinopsi
El documental mostra el la gira per Hispanoamèrica de Dos pájaros contraatacan, continuació de Dos pájaros de un tiro, amb concerts des de Los Angeles fins a Santiago de Xile durant nou mesos. Està amanit per les cançons de dos artistes diferents i alhora còmplices. Joan Manuel Serrat és el símbol i punt de referència de tota una generació que el venera, símbol no sols musical sinó de llibertat. Joaquín Sabina és el company, el "cuate", expressió mexicana que suggereix companyonia i complicitat. Als dos cantautors, diferents però complementaris, ens separen la meva enveja i el seu talent, diu de broma Sabina. El documental inclou, també l'encant de la seva música, les seves reflexions i la seva quotidianitat.

## Crítiques
| «                             | "El documental parteix de la música, aconsegueix altres nivells (el polític, el social, l'emocional), i s'imposa com un notable exercici de periodisme (...) Un imprescindible document sobre una especial manera de viure la música" | » |
| — Javier Ocaña: Diari El País | |   |

| «                                       | "Notable documental que ens descobreix una cosa nova. (...) Un encant. (...) Puntuació: ★★★ (sobre 5)" | » |
| — Salvador Llopart: Diari La Vanguardia | |   |

## Nominacions
Fou nominada al Gaudí a la millor pel·lícula documental del 2014.